# Hippocrate (série télévisée)
Pour les articles homonymes, voir Hippocrate (homonymie).
Hippocrate est une série télévisée française créée par Thomas Lilti et diffusée depuis le 26 novembre 2018 sur Canal+.
Il s'agit d'un développement du film du même titre également réalisé par Thomas Lilti.

## Synopsis
À la suite de mesures sanitaires, les médecins titulaires du service de médecine interne de l'hôpital Raymond-Poincaré se retrouvent confinés chez eux pour 48 h. Trois internes inexpérimentés et un médecin légiste, qui ne se connaissent pas encore, vont devoir faire bloc pour gérer seuls le service et les malades. Mais la quarantaine se prolonge…

## Distribution

### Acteurs principaux
- Louise Bourgoin : Chloé Antovska, interne d'anesthésie-réanimation (saisons 1 et 2), puis urgentiste (depuis la saison 3)
- Alice Belaïdi : Alyson Lévêque, interne de médecine générale (saisons 1 et 2), puis médecin généraliste (depuis la saison 3)
- Karim Leklou : Arben Bascha, FFI au service d'anatomopathologie (saison 1), secouriste à l'Ordre de Malte (saison 2), puis urgentiste (depuis la saison 3)
- Zacharie Chasseriaud : Hugo Wagner, fils de Muriel, interne de médecine générale (saisons 1 et 2), puis médecin généraliste (depuis la saison 3)
- Anne Consigny : Muriel Wagner, cheffe du service de réanimation
- Bouli Lanners : Olivier Brun, chef du service des urgences (depuis la saison 2)
- William Lebghil : David Saliba, ophtalmologue et petit ami d'Alyson (depuis la saison 3)
- Éric Caravaca : Manuel Simoni, chef du service de médecine interne
- Géraldine Nakache : Nathalie Ferrand, directrice de l'Hôpital Raymond-Poincaré

### Acteurs secondaires
- Bellamine Abdelmalek : Lazare Pintao, interne de spécialité
- Théo Navarro-Mussy : Igor Jurozak, interne de spécialité (saisons 1–2)
- Marie Petiot : Stella Magrou, interne de spécialité
- Pierre Cevaër : Kim Drouot, interne de spécialité
- Paul Delbreil : Nadi Bouana, interne de spécialité
- Mustapha Abourachid : Saïd Larouchi, médecin
- Sylvie Lachat : Martine Bogossian, cadre de santé du service de médecine interne
- Laurette Tessier : Laura Million, infirmière
- Oussama Kheddam : Rachid Bensadi, infirmier
- Géraldine Schitter : Dorothée Rummel, infirmière
- Christophe Ntakabanyura : Marcel Diop, infirmier
- Josée Laprun : Marie-Rose Salaün, infirmière
- Hubert Myon : Dominique, l'assistant de Nathalie Ferrand
- Régis Iacono : Simon Neuville, le chef du service d'imagerie médicale
- Amir El Kacem : Samir, petit ami d'Alyson Lévêque (saison 1)
- Jackie Berroyer : Jean-Pierre Bayle, médecin (saison 1)
- Michaël Perez : Fred Benghozi, l'infirmier d'accueil et d'orientation des urgences (saison 2)
- Philippe Bertin : Docteur Yves Genton, médecin légiste
- Vincent Lacoste : Caméo, figurant sur le tournage de la série médicale (saison 3)

## Fiche technique
- Créateur : Thomas Lilti
- Réalisation : Thomas Lilti
- Scénario : Thomas Lilti, Anaïs Carpita, Claude Le Pape, Mary Arnaud et Julien Lilti
- Production : Emmanuel Barraux et Agnès Vallée
- Sociétés de production : 31 Juin Films, Les Films de Benjamin et Canal+
- Musique : LoW Entertainment (Alexandre Lier, Sylvain Ohrel et Nicolas Weil)
- Photographie : Antoine Héberlé
- Montage : Gwen Mallauran, Jean-Baptiste Morin, Julie Picouleau et Matthieu Ruyssen
- Casting : Julie Navarro
- Costumes : Dorothée Guiraud
- Budget : 10,8 millions d'euros (saison 1)[1],[2]
- Pays d'origine :  France
- Langue originale : français
- Nombre de saisons : 3
- Nombre d'épisodes : 22 (8 pour les saisons 1 et 2, 6 pour la saison 3)
- Durée : 50 à 55 minutes par épisode
- Date de première diffusion : à partir du 26 novembre 2018

## Production
Thomas Lilti prévoyait dès le départ de créer une série sur l'univers hospitalier après l'échec de son premier long métrage, Les Yeux bandés (2007), mais il a finalement pu réaliser d'abord un long métrage sur le sujet, Hippocrate (2014), sans abandonner l'idée de faire une série ensuite.
Le tournage a lieu dans une aile désaffectée du centre hospitalier Robert Ballanger en Seine-Saint-Denis,. L'équipe de tournage a dû reconstituer un environnement hospitalier, en aménageant des chambres, salles de réunions ou encore des box d'urgence. Le réalisateur déclare avoir parfois emprunté du vrai matériel médical à l'hôpital voisin, toujours en activité.
À la suite du succès de la série, Thomas Lilti annonce en novembre 2018 qu'une deuxième saison est prévue. Le tournage de cette deuxième saison devait initialement commencer au cours de l'automne 2019 d'après Alice Belaïdi, mais celui-ci ne commencera finalement qu'au mois de janvier suivant, en raison d'une grossesse inattendue. Le tournage est rapidement suspendu en raison de la pandémie de Covid-19. Durant le premier confinement, le réalisateur, ancien médecin, a prêté main-forte aux équipes de l'hôpital dans lequel il tournait et leur a donné le matériel qu'il utilisait pour les besoins de la série. La deuxième saison est finalement diffusée en avril 2021.
Fin mars 2024, Canal+ annonce le début du tournage de la saison 3, dont la diffusion commence en novembre 2024.

## Épisodes

### Première saison (2018)
La première saison, de huit épisodes, est diffusée à partir du 26 novembre 2018.

### Deuxième saison (2021)
La deuxième saison, de huit épisodes est diffusée à partir du 5 avril 2021. Elle est tournée à l’hôpital Robert-Ballanger d’Aulnay-sous-Bois (Seine-Saint-Denis) ainsi qu'à l'hôpital Raymond-Poincaré de Garches. Les personnages principaux se retrouvent pour cette deuxième saison.

### Troisième saison (2024)
La saison se déroule l'été 2022, après la pandémie de la Covid-19. Le premier épisode commence sur une intervention difficile à domicile d'Alyson, qui ne travaille plus à l'hôpital mais pour SOS Médecin. Elle doit secourir un patient ayant perdu connaissance, tout en étant malmenée par la famille. Le patient a besoin d'être transféré à l'hôpital mais aucun véhicule n'est disponible avant plusieurs heures.
On retrouve ensuite les personnages dans un hôpital en crise. Le service des urgences est fermé la nuit, ce qui cause de nombreux dilemmes éthiques aux protagonistes. A l'initiative de Chloé, des patients sont transférés dans un couloir désaffecté de l'hôpital, ce qui permettra aux soignants d'assurer une continuité des soins à certains patients qu'ils ne souhaitent pas renvoyer à domicile, tout en générant de nouvelles difficultés et de nouveaux risques. Cette saison aborde le thème de l'épuisement des médecins, de la mise en danger des patients, et de la désobéissance.

## Accueil

### Critiques
La majorité de la critique française est élogieuse sur la série[réf. nécessaire].
La première saison a une note moyenne de 3,9 sur 5 chez AlloCiné[réf. nécessaire].
On peut lire dans Le Monde : « C’est grâce à la force, à la subtilité et à la profonde humanité du propos, du jeu et de la réalisation, qui font d’Hippocrate un chef-d’œuvre du genre. »
Ou encore dans Première : « Thomas Lilti redonne avec cet accueillant programme à l’impeccable casting tous ses sens au mot hospitalier. »

### Revue de presse
- Propos de Louise Bourgoin recueillis par Thomas Destouches, « Stupéfiante Louise Bourgoin. La comédienne n'a jamais été aussi impressionnante que dans la série Hippocrate. Interview », Télécâble Sat Hebdo no 1491, SETC, Saint-Cloud, 26 novembre 2018, p. 10,  (ISSN 1630-6511)